# Marianne Verhaert
Marianne Verhaert, née le 25 avril 1984 à Lierre, est une femme politique belge, membre de l'Open Vld.

## Biographie
Marianne Verhaert nait le 25 avril 1984 à Lierre.
Aux élections législatives fédérales de 2019, Marianne Verhaert est élue à la Chambre des représentants.